# A szemlélők
A szemlélők Szabó Magda 1973-ban megjelent regénye.
A szemlélők egy képzelt szocialista és egy képzelt nyugati, semleges államban játszódik.
A képzelt szocialista ország történelme, kultúrája Magyarországot sejteti, de nem nevezi meg.  A cselekmény jelene a huszadik század európai történelmébe ágyazódva a korai 1970-es években játszódik, de valójában a regény egyik fő témája, hogy a második világháborúhoz vezető évek, majd az azt követő világpolitikai események miként formálják a szereplők életét és világképét.
Sodró lendületű írás, ahol a történet elmesélésében váltakozik az egyes szám első és harmadik személy és időnként befejezetlen hatást hagynak maguk után gondolatok, a szakaszok. A cselekmény lassan bontakozik ki.  Egy család történetével kezdődik, de túmutat rajta, minden összefügg mindennel.
A cím, a „szemlélők” egyrészt szimbólum, egy, a könyv utolsó lapjain, az egyik főszereplő emlékvilágában megjelenített, valaha látott bábjáték főszereplője, aki magasról, az ablak mögül nézi rezzenéstelenül az emberek és a világ pusztulását. Másrészt a "szemlélő", azaz távolságtartó attitűd utal a főszereplő nyugati diplomaták elvárt, kényszerített (de nyilván megvalósíthatatlan) érzelmi semlegességére, ezúttal a nyugati társadalom elidegenedettségére is:
Tudtam én úgy is, ha nem kötöd a lelkemre újra meg újra, hogy az én feladatom nem a bírálat, a szánalom, az elragadtatás és a felháborodás, az általam tapasztaltak kiértékelése és hasznosítása más fórumra tartozik, én csak nézzem meg, mi van ott, jelezzem, és szemlélődésem eredményeit majd itthon hasznosítják.
(A szemlélők, 106. o.)
Egy másik részben a szerző pontosan kifejti, hogy mit ért a nyugat-európai, semleges országok védett, "szemlélő" életformáján, a gyerekkorát egy ilyen országban töltő, majd hazájába költöző női főszereplő gondolataiban:
Önmagamat sirattam, Rolly, önmagam áldott, egykori, szent hülyeségét, életem első csaknem tizennégy évét, amely alatt én is szemléltem a létet szép, semleges országokotban, mint ti. A háborút filmvásznak mutatták, totális biztonságban kukucskáltam körül, megpróbáltam elképzelni az utasszállító gépről, hogy bombát hajít, de komolytalan gondolat volt, játék. Megvolt mindenem, toronyból néztem a horizontot, hogy lángol a táj valahol messze, és csak innen ismertem a szót mindenféle nyelveken: félelem, de nem tudtam még, mit jelent. (199.o.)
Végül, a "szemlélő" életmód kritikájának teljes kibontása a regény végén következik be, a vasfüggöny ellentétes oldaláról származó főszereplők közötti áthidalhatatlan ontológiai szakadék szemléltetésével, akik, bár szeretők voltak, soha nem érhetik meg egymást mélyebben, sorsuk oly mértékben különbözik a történelem viharai – és a globális hatalmi egyenlőtlenségek – következtében:
" ... értsd meg, [...] hogyan lehettem volna én a te feleséged, mikor csak akkor voltál férfi és reális figura a a szememben, ha azt képzeltem el, hogy súlyos beteg vagy, elgázolt a vonat, levágta a karodat, és a természet meg a pusztító betegség, a kívülről jövő, és semmiféle mentelmi joggal ki nem védhető szerencsétlensége egy nívóra hoztak velünk, akik éljük azt, ami ti néztek." (229.o.)
A könyv pedig világos – akár posztkoloniálisnak tekinthető – kritikáját adja az álszent, "semleges" nyugati országok politikájának is:
"Aktivizálódott bennem ott az ablaklban több más emlékkép is, a jótékony nőegyletbeli alkalmak, mikor szegény háború sújtotta népek gyermekeinek kötöttünk, varrtunk, a szeretetcsomagok, amelyeket útnak indítottunk, az újságcikkek is később, hányan haltak meg a repülőtéren,akik mikor Hitler márelért hozzájuk,valamicsoda folytán még kijutottak a hazájukból,és megérkeztek a ti országotokba, de nem engedték ki őket a városba, azonnal vissza kellett fordulniuk, a legtöbb ott ölte meg magát [...] a légi kikötőben." (236.o.)
S végül a végső ítélet a kelet-európai főszereplő szájából:
"A fasizmus veszélye valahogy kevésbé irritálta nemzeti nyugalmatokat és semleges léteteket, mint a kommunizmusé. Igaz, hogy Hitler csak gyilkolt, és nem államosította a gyárakat." (237.o.) 
A mű három nagy fejezetre oszlik, amelyek címei: Vád, Védelem és Ítélet.

## Vád
A Vád című fejezetben ismerjük meg a főszereplő családi hátterét, otthonát és tettét, amelyért számolnia kell elöljárói előtt: Roland egy rendezvényen megütött egy újságírót és tönkretette a felvételét. Az eseményeket Roland perspektívájából követjük.
Roland többgenerációs diplomata család sarja, féltestvérével, Johannával és a házukban élő személyzettel él. A szolgálok bevándorlók, mára nagyrészt görögök, a korábban náluk szolgálók mind elhagyták őket, csak Belle maradt a régiek közül, aki a negyvenes évek óta szerelme és a háború eseményei hatására kommunistává vált, és megváltozott viselkedésével így nem tudnak mit kezdeni.
Johanna Roland féltestvére, nem szép nő, özvegy, akinek férje Arthur volt, aki betegségben meghalt.
Roland anyja Johannánál csak pár évvel idősebb, meghalt a tavon csónakázás közben, szerepét Johanna veszi át. A család azóta nem használja a tavat, egy mini tó másolatot készítettek az udvarukba helyette.
Töredékeket kapunk a család  és más szereplők életéből, Albert (bevándorló, fiatal fordító) vívódásairól, Belle fiatalságáról, szerelméről, egy ismeretlen vendég öngyilkosságáról és a Bursa Académiáról.
Hosszú felkészítés után külföldre delegálják Rolandot gyermekkori szerelmével és feleségével, Franciskával. Franciska is diplomata család gyermeke, a szülők közeli barátok voltak. Mikor Franciska szülei külszolgálatban voltak, Johanna vigyázott a kislányra. Egy diplomáciai kiküldetés során a németek véletlenül lelőtték az utasszállító gépet, mellyel Franciska szülei utaztak, ezért rokonok hiányában pólyás korában Rolandék családjához került gyámságba.
A választott ország, ahová Rolandék kiküldetésbe mennek, vesztesen jött ki a háborúból. A felkészülés során, amelyben Albert segíti őket, Roland és Franciska szemszögéből látjuk az ország kultúráját és történelmét, így megtudjuk, hogy az ott lakók örömükben és bánatukban is isznak, folyton a jogért meg a szabadságért kiabálnak, még a lírában is:  a tavasz érkezése vagy a szeretkezés is csak eszköz valami mély értelmű politikai üzenet elhelyezésére.

## Védelem
A Védelem című fejezet Roland és Anna története – amit Roland perspektívájából ismerünk meg.
A felkészülés után Roland megkezdi munkáját Keleten Franciskával. Belle szokatlan lelkesedéssel elkíséri őket, hogy segítse a berendezkedést, de nem segít, csak jön-megy, majd közli, hogy most visszarepül. Franciska viszi ki a reptérre, de a pár egy rendezvényre hivatalos, így Franciska nagyon siet, és ütközik egy násznép ittas kocsisa által vezetett szekerével. Franciska a balesetet nem éli túl. Roland nem bírja tartani magát, mindent Johanna intéz körülötte, pedig a számára ez olyan, mintha gyermekét vesztette volna el a balesetben. Roland az alkoholba menekül, gyűlöl mindent és mindenkit, leginkább Franciskát, mert elhagyta őt, mert elvették tőle, megölték.
Ekkor ismerkedik meg Annával, az országukban évszázadokkal korábban a kelet-európai nép által felépített kollégium, a Bursa Academia egykori igazgatójának a lányával. Beleszeret, de nem igazi szerelemmel, viszonyt kezdeményez vele, őrült módon keresi, követi, miközben "leereszkedik" az országban élő mindennapi emberek közé, ezért tetteit a munkahelyén nem néznek jó szemmel. Anyjától örökletes alvászavara van, csak Annával tud aludni, ezért egyre jobban kötődik hozzá. 
A nagykövetség mellett Johanna is veszélyesnek ítéli a kapcsolatot, "cigánynak", azaz megbízhatatlannak, barbárnak, alsóbbrendűnek tartja a népet. Fontos látni, hogy ezzel a mai kontextusban nyilvánvalóan problémás kifejezéssel, amit a nyugati diplomaták szájába ad, a szerző a gyarmatosító országok pozícióját szemlélteti a kelet-európai népekkel szemben, amely diszpozíciót napjainkban például Böröcz József szociológus taglalja részelesen.
Roland végül feleségül akarja venni Annát, de a nő kerüli.
Anna felhívja a figyelmét arra, hogy a násznép is áldozat, nem csak Franciska, és elviszi hozzájuk, ahol két megtört emberrel találkozik. A lakodalom nem lett megtartva. A fiatalok istenítélet miatt nem házasodhattak és nem is találkozhatnak.
A bajkeverő, mások nyomorából tőkét kovácsoló újságíró Tristan Sutor észreveszi Roland és Anna kapcsolatát, és csapdát állít mind a kettőjüknek. Terhelő képeket készít arról, hogy Roland segít Anna vidéki szomszédjának kitűzni egy forradalmi zászlót a házára május elsején, és egy rendezvényen interjút akar készíteni Annával, melyen felteszi neki a kérdést, merre nincs jó válasz: mit szól ahhoz, hogy az állam bizonyos szabadalmakért eladja a Bursa Académiát? Anna csak annyit felel "Dögölj meg!" Roland közbe lép, széttépi a magnószalagot és megveri Sutort.

## Ítélet
Ez a rész Anna levele Rolandnak, amelyben megírja gyerekkorát, szemrehányást tesz a semleges országoknak és kéri, hogy Roland többször ne keresse. A levél több részből áll, és szándékosan töredezett (ezt a technikát Roland elbeszélésénél is alkalmazza az író), nincs is befejezve.  
Leírja, hogy az új diplomata, aki helyére jött, szerinte többre fogja vinni: minden szabályt betart, szó nélkül elvégzi, amit kérnek tőle, de nem ereszkedik le közéjük.
Anna apja nemrég meghalt, de ahogy ő fogalmaz, nem először, most csak végleg, már háromszor meghalt, igazából azokba a traumákba halt bele, az embólia már csak ráadás volt. A szerencséseknek csak egy haláluk van. Anna édesapja először a visszautasításba halt bele, mert külföldről jött haza (Rolandék országából) a háború után, így nem kaphatott rendes állást, aztán a börtönbe zárták, végül bohócként használta a nyugat, a négy nyelven beszélő művelt angol gentleman-szerű balkánit, aki újra és újra elmondja, mit tettek vele a sztálini idők, és körbeugrálja a diplomatákat.
Annát, amíg az apját börtönbe zárták, nagybátyjához adták, aki nem bánt jól vele, mert az egész család rettegett, hogy miként fogja rendszer megbosszulni a nyugatról visszajött rokonokat.
Anna kendőzetlenül ismerteti nézeteit, miszerint a semleges országok csak betanított állatkáknak tekintik őket, akiket lehet mutogatni, sorsukról beszéltetni, cikket és műsort csinálni, de semmi több, csak mutatványosok, melyeket dobnak, ha már megunnak, esetleg jót kacagnak rajtuk. Ha segítséget kérnek, nem fognak kapni, mint ahogy az egykori Bursa diákok se kaptak, akik nem akart hazamenni, hogy Hitler oldalán harcoljanak a háborúban. 
Az egyikük, Nikó még Roland apjától kért segítséget annak idején, de ők nem segítettek neki – kérését kellemetlennek ítélték, veszélyesnek tekintették magukra nézve. A fiú még aznap öngyilkos lett a szállodájában. Látván a diplomaták kegyetlen közönyösségét, Belle-ben is megtört valami, pedig nem ismerte a fiút – nyomozni kezdett utána, és a szálloda portása, Emil segített neki kideríteni az igazságot. Belle ekkor ébredt öntudatra, és innentől másképp látja a gazdáit, megvetéssel kezeli őket.
Annában, aki gyermekkorát Roland hazájában töltötte, majd apjával hazaköltöztek, ahol súlyos megpróbáltatásokon mentek keresztül, az évek során sok fájdalom és kisebbségi komplexus gyűlt össze.
Anna azt akarja, hogy Roland többet ne keresse. Nem akar hozzá menni, nem is akart soha, nem lesz hal az akváriumban, ahogy Roland anyja volt, nem véletlenül halt meg a tavon, biztos benne, hogy öngyilkos lett, mert nem bírta elviselni őket. Néha közel érezte magához Rolandot, de nem volt szerelmes belé, és úgy gondolja, hogy Roland se szerette őt, csak Franciskát kereste benne. Nem élhetnének boldogan, hisz Roland valójában messze van tőle, még a volt csatatér látványa se rendítette meg, mikor elvitte oda, csak az ott lévő madár szobor esetlensége tűnt fel neki.
Anna megírja Rolandnak, hogy a fiatalok, akik ütköztek Franciskával, meg fogják látogatni, ezért felszólítja őt, hogy legyen hozzájuk kedves. Ne adjon nekik pénzt, ne sértse meg őket. Csak vendégelje meg a párt és hagyja, hogy leróják tiszteletüket Franciska sírjánál. Anna meggyőzte őket, hogy házasodjanak össze, mert nem Istenítélet történt az úton, Franciska haldoklott, még jót is tettek, megóvták a szenvedéstől. Ne árulja el az igazat nekik, csak legyen velük pár napig. 
Kívánja, hogy éljék át a semleges országok is azt, amit ők, a vesztes országok.